# 1. Golden Globe-gála
Az 1. Golden Globe-gálára 1944. január 20-án került sor, az 1943-ban mozikba került amerikai filmeket  díjazó rendezvényt a 20th Century Fox los angeles-i stúdiójában tartották meg.

## Filmes díjak
A nyertesek félkövérrel jelölve.
- Legjobb film: Bernadette
- Legjobb férfi főszereplő: Paul Lukas - Őrség a Rajnán
- Legjobb női főszereplő: Jennifer Jones - Bernadette
- Legjobb férfi mellékszereplő: Akim Tamiroff - Akiért a harang szól
- Legjobb női mellékszereplő: Katína Paxinú - Akiért a harang szól
- Legjobb rendező: Henry King - Bernadette

## Fordítás
- Ez a szócikk részben vagy egészben  a(z)   1st Golden Globe Awards című angol Wikipédia-szócikk fordításán alapul.  Az eredeti cikk szerkesztőit annak laptörténete sorolja fel. Ez a jelzés csupán a megfogalmazás eredetét és a szerzői jogokat jelzi, nem szolgál a cikkben szereplő információk forrásmegjelöléseként.